# Elizabeth Marsh
Elizabeth Marsh, född 1735, död 1785, var en engelsk memoarskrivare. Hon är känd för sin skildring av sin tid som slav i Marocko. 